# Вакцинација против ковида 19 особа са ослабљеним имунитетом
Вакцинација против ковида 19 особа са ослабљеним имунитетом односно особа са умереном и тешком имунокомпромитацијом, укључујући особе са ХИВ-ом, раком и оне који узимају лекове који сузбијају имуни систем, захтева посебан опрез јер су ове особе изложене већем ризику од ковида 19, па и поред пријема вакцине могу  да развију тешку и хроничну болест, за разлику од других особа. Такође код ових особа изостаје и адекватна имуна заштита изазвана падом имунитета против инфекције корона вирусом.
Ослабљени имунитет ове особе чини подложним инфекцији чак и након примања две дозе примарне мРНА ковид 19 вакцине, јер утврђено да је код значајног броја хоспаитализованих имунокомпромитованих  појединаца због „инфекције пробијена вакцина“ тако да и потпуно вакцинисане особе и даље добијају инфекције САРС-КоВ-2, која узрокује ковид 19 код људи.
Према препорукама Центртра  за контролу и превенцију болести (ЦДЦ) особама које су умерено и тешко имунокомпромитоване саветује се да добију три примарне дозе Фајзер или Модернине вакцине и два појачивача (бустер дозе), а ако је особа у почетку примила  Janssen вакцину, требало би да прими још једну Janssen вакцину и два појачивача (две бустер дозе). Ове додатне вакцине и појачивачи могу помоћи у заштити од озбиљнијег облика болести и потребе за хоспитализацијом оболелих од ковида 19.

## Основне информације
Међу вакцинама  које тренутно имају одобрење за употребу у Сједињеним Америчким Државама налаза се следеће вакцине:
- ModernaTrusted Source,[2]
- Johnson and Johnson’s JanssenTrusted Source,[3]
- Pfizer-BioNTechTrusted Source Trusted Source,[4]

које према поузданим изворима спречавају хоспитализацију, развој тешких облика болести и смрт од ковида 19.
Међутим, нова сазнања сугеришу да су ове вакцине мање ефикасне у превенцији ковида 19 и спречавању хоспитализације код особа са ослабљеним имунитетом. Ови људи чине нпр. око 2,7% одраслог становништва САД, према подацима из 2013. године.
Генерално, чини се да су људи са ослабљеним имунитетом изложени већем ризику од развоја тешких облика ковида 19, што је потврдила студија из 2021. године која је показал да су ове особе у опасности од продужене инфекције, као и студија из 2020. године у којој је забележено продужено излучивање вируса или ослобађање вирусних честица.
Поред тога, студија из 2020. године показала је да је већа вероватноћа да ће особе са ослабљеним имунитетом и особе са шећерном болести пренети САРС-КоВ-2 на друге особе у својим домаћинствима. То је потврдила и израелска студија из 2021. године, у којојој је утврђено да на  имунокомпромитоване особе  отпада 44% случајева.

## Имунокомпромитоване особе
ЦДЦ препоручује особама са умереним до озбиљно ослабљеним имунитетом да добију трећу дозу Физера или Модерне, или две ињекције Janssen вакцине, а затим још два појачивача. То може укључивати оне које су:
- активно али недавно лечени од солидних тумора или рака крви,
- примили солидан орган или су недавно пресађен хематопоетских матичних ћелија ,
- примиле третман за неке врсте рака и друге болести
- патиле од тешке примарна имунодефицијенција,
- нелечене или узнапредовале ХИВ инфекције
- лечене лековима који сузбијају имуни систем, као што су лекови за хемотерапију и високе дозе кортикостероида
- са хроничним стањима повезаним са различитом имунокомпетентношћу, као што је хронична болест бубрега,

Такође особе  са различитом имуносупресијом можда требају  и трећу дозу.
Здравствени тим неке особе треба да индивидуално процени степен имунокомпетенције и одлучти да ли и када би требало да  болесник  прими и трећу примарну дозу вакцине. 

## Смернице
Сви људи који имају термин за додатну дозу вакцине против ковида 19 треба да пре вакцинације са собом понесу своје вакциналне картице (које садрже релевантне информације, укључујући врсту вакцине коју су првобитно примили и када и где су примили своје почетне две дозе вакцине).
Тренутно, поуздани извори саветују имунокомпромитоване особе да не мешају и комбинују вакцине, јер истраживања о томе  још увек у току. На пример, имунокомпромитована особа која је примила серију вакцина Модерна или Фајзер Бионтек треба безбедно да прими трећу инјекцију исте мРНА вакцине.
Међутим, ако је тип мРНА производа непознат или недоступан, особа може добити било коју од две врсте производа за своју додатну (бустер) дозу. Тренутно, Управа за храну и лекове  САД (ФДА)  за хитну употребу подржава додатне дозе мРНА ковид 19 вакцина Фајзер Бајонтек, Модерна и Јансен .
Поуздани извори препоручује мало другачије временске рокове примарне вакцине за имунокомпромитоване особе различитих старосних група у зависности од вакцине коју примају:
| Вакцина | Старосна група | Укупне дозе | Друга доза                                         | Трећа доза                       |
| ------- | -------------- | ----------- | -------------------------------------------------- | -------------------------------- |
| Фајзер  | 5–12+          | 3           | 21 дан након прве дозе                             | најмање 28 дана након друге дозе |
| Модерна | 18+            | 3           | 28 дана након прве дозе                            | најмање 28 дана након друге дозе |
| Јансен  | 18+            | 2           | Фајзер или Модерна најмање 28 дана након прве дозе | Не препоручује се                |

Тренутно, поједине организације препоручује одраслим особама старијим од 50 година и особама са ослабљеним имунитетом старијим од 12 година да добију два стимулатора (бустер дозе).

### Препоруке за појачавање
Центар за контролу и превенцију болести САД препоручује да људи са умереном и озбиљном имунокомпромитацијом користе следећу њихову препоруку за појачавање (бустер).
| Вакцина | Старост | Први појачивач                                    | Други појачивач                                |
| ------- | ------- | ------------------------------------------------- | ---------------------------------------------- |
| Фајзер  | 5-11    | најмање 3 месеца након њихове треће дозе          | Не препоручује се                              |
| Фајзер  | 12+     | најмање 3 месеца након њихове треће дозе          | најмање 4 месеца након њихове прве бустер дозе |
| Модерна | 18+     | најмање 3 месеца након њихове треће дозе          | најмање 4 месеца након њихове прве бустер дозе |
| Јансен  | 18+     | најмање 2 месеца након њихове друге примарне дозе | најмање 4 месеца након њихове прве бустер дозе |

Одрасли који су примили прву инјекцију Јансенове вакцине требало би да добију другу инјекцију Фајзер или Модерна вакцине најмање 28 дана касније. Они тада могу да приме и Фајзер или Модерна допунску (бустер) вакцину најмање 2 месеца након друге вакцине.
Сви људи са ослабљеним имунитетом заинтересовани за допунске инјекције вакцине против ковида 19, како би сазнали које вакцине и када треба да приме могу да се обрате свом лекару за даље смернице.

## Ризици
Тренутно постоје ограничене информације о ризицима након пријема  додатних доза вакцине против ковида 19. Тренутно су у току студије о њиховој ефикасности, безбедности и предностима.
Према доступним подацима реакције након треће примарне дозе су сличне серији са две дозе, укључујући бол на месту инјекције и умор . Већина људи пријављује благе до умерене симптоме.